# ГЕС Тангга
ГЕС Тангга — гідроелектростанція в Індонезії на острові Суматра. Знаходячись після ГЕС Сігурагура, становить нижній ступінь каскаду на річці Асахан, яка бере початок у найбільшій внутрішній водоймі країни озері Тоба та на східному узбережжі острова впадає до Малаккської протоки (з'єднує Андаманське та Південнокитайське моря). Згодом нижче за течією збираються звести ГЕС Асахан 3.
У межах проекту річку перекрили бетонною арковою греблею (перша споруда такого типу в Індонезії) висотою 82 метри довжиною 122 метри та товщиною від 4 (по гребеню) до 8 (по основі) метрів, яка потребувала 54 тис. м3 матеріалу та утримує сховище з незначним корисним об'ємом (0,7 млн м3). Від греблі через лівобережний гірський масив прокладений підвідний дериваційний тунель довжиною 2,15 км.
Основне обладнання станції становлять чотири турбіни типу Френсіс потужністю по 79,2 МВт, які працюють при напорі у 241,4 метра.
Видача продукції відбувається по ЛЕП, розрахованій на роботу під напругою 275 кВ.
Як і розташована вище станція Сігурагура, Тангга відноситься до проекту Асахан 2, котрий призначався для живлення алюмінієвого комбінату компанії INALUM.